# Hackesche Höfe
Hackesche Höfe er et kompleks af 8 sammenhængende indre baggårde, der er beliggende i Spandauer Vorstadt ved Hackescher Markt i bydelen Mitte i Berlin, Tyskland. I alt strækker gårdene sig over et areal på 9.200 m². 
Kvarteret omkring Hackesche Höfe er i løbet af de seneste år blevet et meget trendy område i Berlin med en række små butikker, restauranter og gallerier. Det er anlagt i 1906 og er udført i jugendstil. Siden 1977 har området været fredet, og i 1997 blev en omfattende renovering af området afsluttet.